# Championnat de France féminin de balle au tambourin
Le Championnat de France de balle au tambourin féminin comporte une élite de six clubs évoluant en « Nationale 1 féminine ». La saison se tient du printemps à l'automne.

## Les clubs de l'édition 2011
- Association sportive cazouline du tambourin à Cazouls-d'Hérault (Hérault)
- Tambourin club Cournonsecois à Cournonsec (Hérault)
- Tambourin club Cournonterralais à Cournonterral (Hérault)
- Association florensacoise de tambourin à Florensac (Hérault)
- Tambourin Club Londonien à Notre-Dame-de-Londres (Hérault)
- Union sportive de Poussan à Poussan (Hérault)

## Saison 2010
La course au titre est très serrée entre Cazouls-d'Hérault, Cournonsec et Notre-Dame-de-Londres qui terminent à égalité de points en poule des champions. Cazouls-d'Hérault est sacré pour la première fois de son histoire en raison de sa première place lors de la phase régulière.
Les deux formations devant passer par un barrage de maintien, Cournonterral et Florensac, assurent leur avenir parmi l'élite en s'imposant face aux meilleures formations du niveau inférieur.

### Palmarès
Le championnat féminin existe au moins depuis le milieu des années 1980. Il portait alors le nom de "Série A féminine". Officiellement, ce championnat devient "Championnat de France" en 2005.

#### Série A féminine
- avant 1991. ?
- 1992. Cournonterral
- 1993. Cournonterral
- 1994. ?
- 1995. ?
- 1996. Gignac
- 1997. Notre-Dame-de-Londres
- 1998. Notre-Dame de Londres
- 1999. Notre-Dame de Londres
- 2000. Notre-Dame de Londres
- 2001. Notre-Dame de Londres
- 2002. Notre-Dame de Londres
- 2003. Notre-Dame de Londres
- 2004. Notre-Dame de Londres

#### Nationale 1 féminine
- 2005. Notre-Dame de Londres
- 2006. Cournonsec
- 2007. Cournonsec
- 2008. Cournonsec
- 2009. Cournonsec
- 2010. Cazouls d'Hérault
- 2011. Cazouls d'Hérault
- 2012. Cournonsec
- 2013. Cournonsec
- 2014. Cazouls-d'Hérault
- 2015. Cazouls-d'Hérault
- 2016. Cournonsec
- 2017. Notre-Dame-de-Londres
- 2018. Notre-Dame-de-Londres
- 2019. Notre-Dame-de-Londres
- 2020. Notre-Dame-de-Londres
- 2021. Notre-Dame-de-Londres
- 2022. Notre-Dame-de-Londres
- 2023. Cournonsec

30 éditions
TCL Notre-Dame-de-Londres 15, TC Cournonsec 8, Cazouls-d'Hérault 4, TC Cournonterral 2, TC Gignac 1.